# Condado de Kent (Texas)
O condado de Kent é um dos 254 condados do estado americano do Texas. A sede do condado é Jayton, e sua maior cidade é Jayton.
O condado possui uma área de 2 339 km² (dos quais 2 km² estão cobertos por água), uma população de 859 habitantes, e uma densidade populacional de 0,3 hab/km² (segundo o censo nacional de 2000).
O condado foi fundado em 1876.
É um dos 46 condados do Texas que proibem a venda de bebidas alcoólicas.